# Lada 4x4 5D
LADA 4x4 5D (до 2006 року ВАЗ-2131 «Нива») — модифікація позашляховика ВАЗ-21213, що відрізняється від базової моделі подовженої на 500 мм колісною базою і 5 - дверним кузовом з додатковою парою задніх бічних дверей. Випускається обмеженою серією на дослідно-промисловому виробництві ВАТ «АвтоВАЗ» з кінця 1993р. Стотисячний ВАЗ-2131 виготовлений 5 лютого 2009р..

## Модифікації ВАЗ-2131

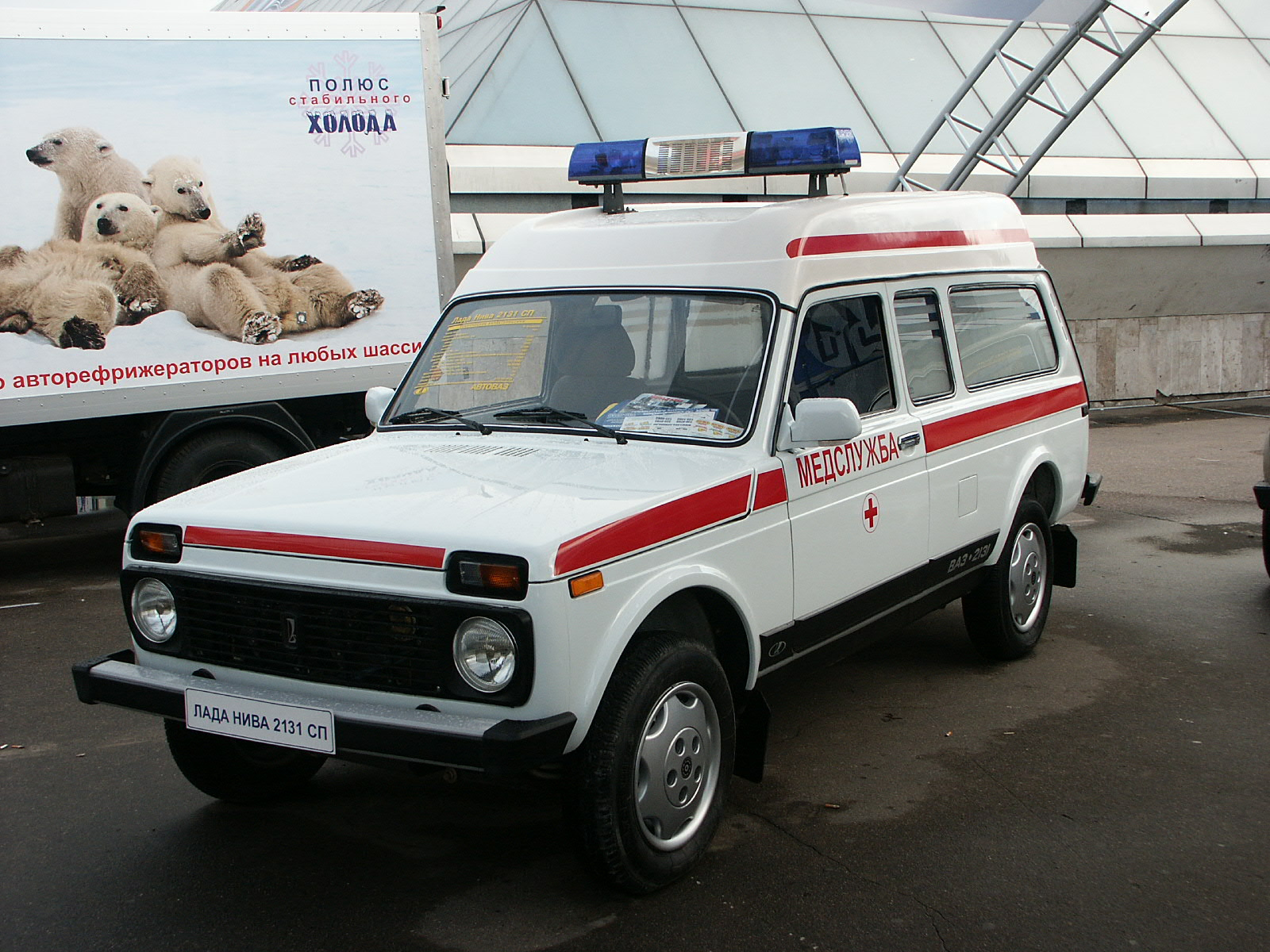
ВАЗ-2131СП

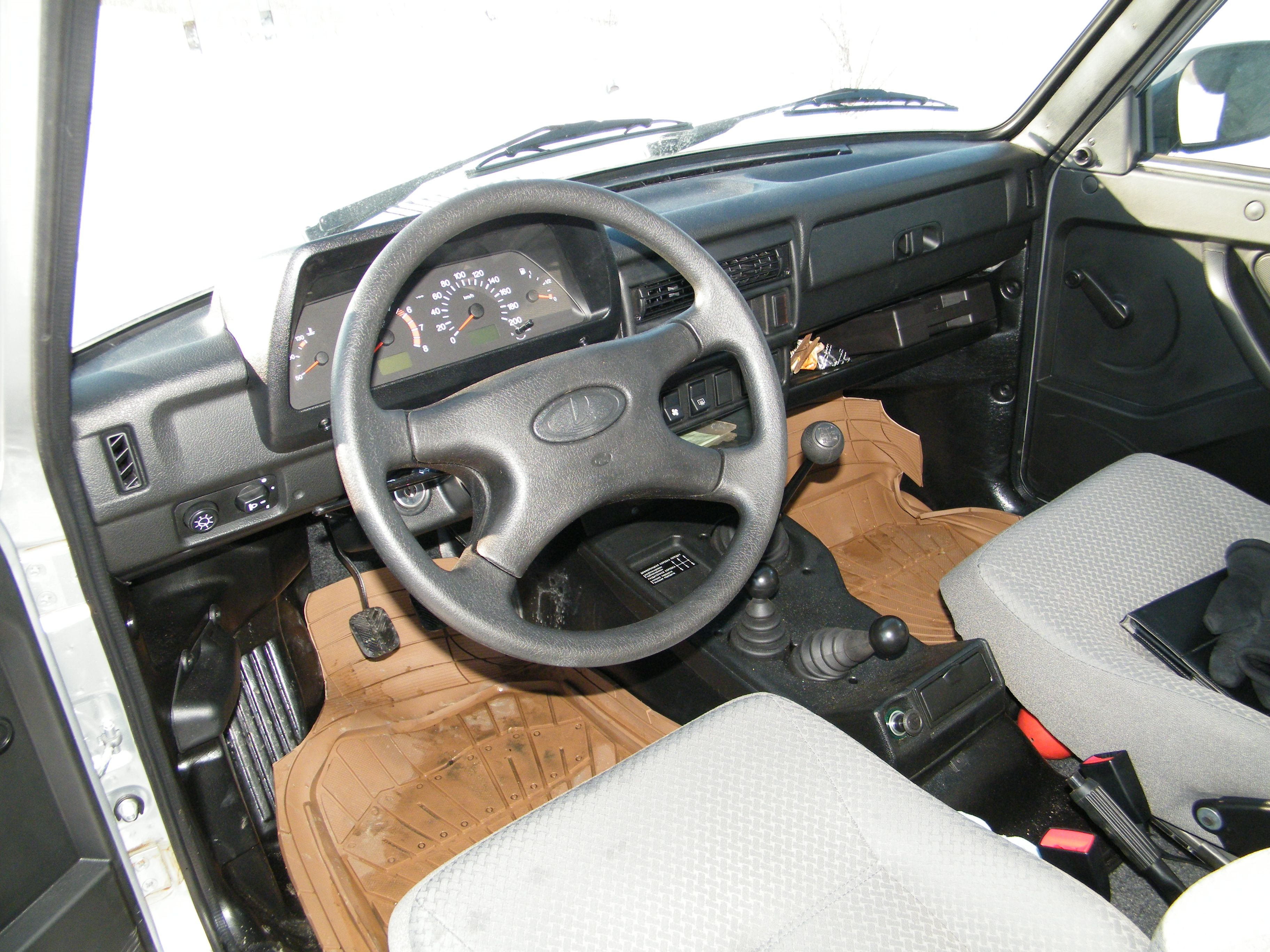
Салон ВАЗ-2131

- ВАЗ-2131СП - Автомобіль швидкої допомоги на базі ВАЗ-2131 з 4-дверним кузовом з нарощеним заднім свесом і надставной пластиковим дахом. Дрібносерійне випускалася Фірмою «ЛАДА-тул» з Тольятті в 1999-2005 рр.. Носила також індекс ВАЗ-213105;
- ВАЗ-213102 - «громадянська» модифікація з 5-дверним кузовом на базі ВАЗ-2131СП (213105). Оснащувалася п'яти-або семимісцевим (під замовлення) салоном. Багажник об'ємом 1900 л. Випускалася під замовлення в 2001-2005 рр..;
- ВАЗ-213145 - модифікація ВАЗ-2131СП з інжекторним двигуном ВАЗ-21214-20 (-30), відповідним нормам Євро-2 (Євро-3). Випускається дрібної серією з 2006 року.
- LADA-Бронто-213102 - захищений по 2-класу інкасаторський бронеавтомобіль. Дрібносерійне виробляється ВАТ «СПА Бронто» з 1999 року;
- LADA-Бронт-213102-701-40 - захищений по 2-класу інкасаторський бронеавтомобіль зі збільшеним об'ємом кузова. Дрібносерійне виробляється ВАТ «СПА Бронто» з 2005 року;
- LADA-Бронт-213102-703-40 - захищений по 2-класу інкасаторський бронеавтомобіль зі збільшеним об'ємом кузова і орної задніми дверима. Дрібносерійне виробляється ВАТ «СПА Бронто» з 2007 року;

## Інші одноплатформенні моделі (за станом на початок 2009 року)
- ВАЗ-2129 («Кедр») - дрібносерійна подовжена на 500 мм модель з 3-дверним кузовом на базі стандартного ВАЗ-21213. Виготовлялася дрібними партіями на ОПП автоваза в 1992-1994 рр.., Ставши безпосереднім попередником ВАЗ-2131;
- ВАЗ-2130 («Кедр») - дрібносерійна подовжена модель з 3-дверним кузовом. Уніфікована з моделлю ВАЗ-2129 крім планування салону: заднє сидіння типу 2108 було висунуто з колісних арок;
- ВАЗ-2120 «Надєжда» / LADA 2120 - однооб'ємний повнопривідний п'ятимісний мінівен на платформі ВАЗ-2131. Серійно вироблявся на ОПП АвтоВАЗа в 1998-2006 рр. Вироблено понад 8000 од.
- LADA-Бронт-1922-50 «Марш-Лонг» - снігоболотохід на колесах наднизького тиску («пневматиках») з використанням вузлів і агрегатів «Ниви» і 5-дверного кузова ВАЗ-2131. Виробляється під замовлення ВАТ «СПА Бронто» з 2004 р.;
- LADA-Бронто-1922-51 «РУШ-РЯТІВНИК» - спеціалізований снігоболотохід на колесах наднизької тиск (пневмодвіжітелях або «пневматика») з використанням вузлів і агрегатів «Ниви» і 4-дверного кузова ВАЗ-2131СП (без подовженого заднього звису). Призначений для рятувальних і медичних служб. Виробляється під замовлення ВАТ «СПА Бронто» з 2005 р.;
- LADA-Бронто-1922-55 «РУШ-КОМБІ» - вантажопасажирська версія снігоболотохода «Марш-Лонг» зі збільшеним об'ємом кузова. Виробляється під замовлення ВАТ «СПА Бронто» з 2008 р.